# 伊是名村
伊是名村（日语：／ Izena son */?，琉球語：／ ）是日本沖繩縣島尻郡的村。

## 地理

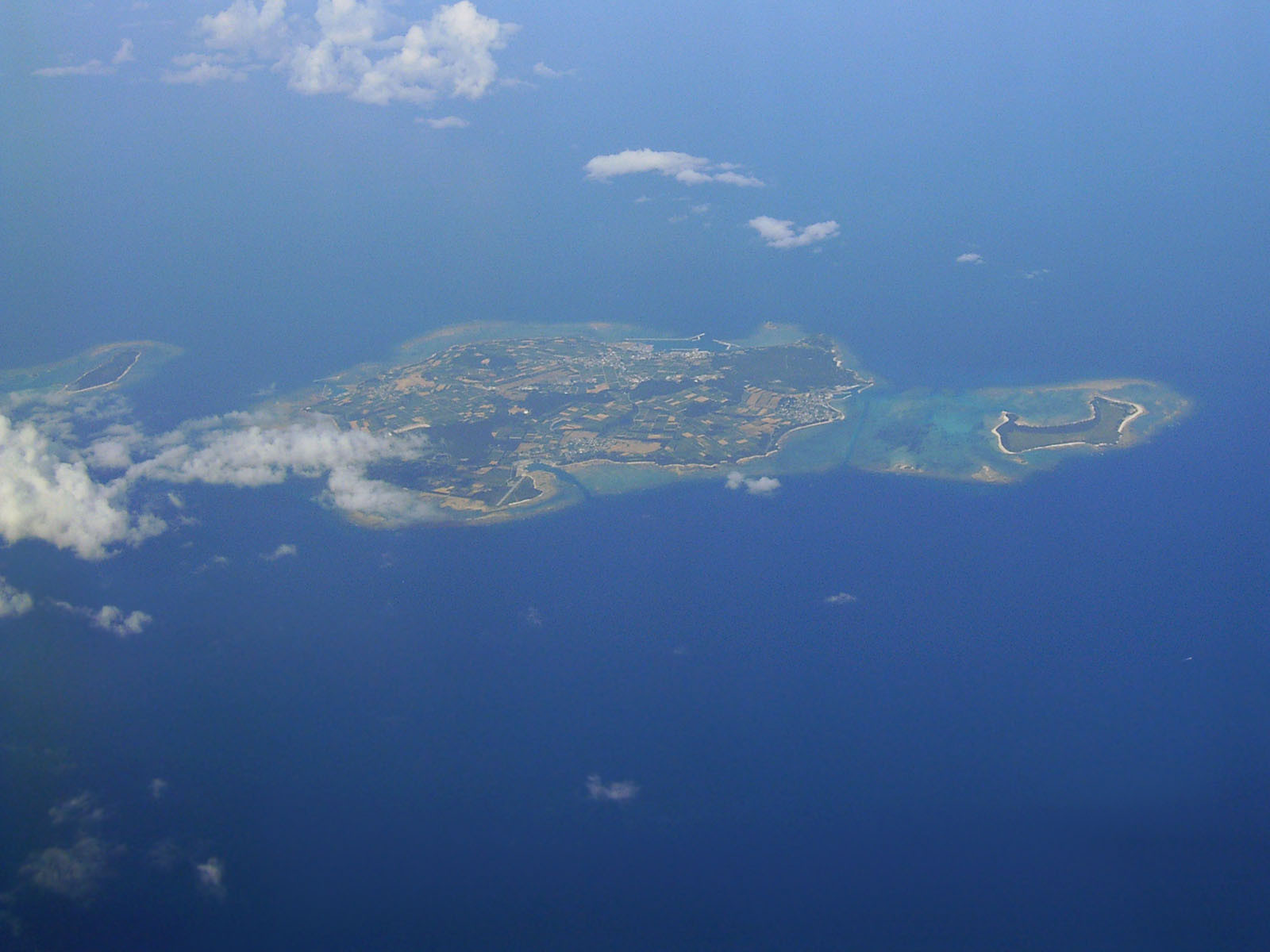
伊是名島（中）、屋那霸島（右）、具志川島（左）

位於琉球列島沖繩群島沖繩島邊戶岬西方約30公里的位置，轄區包括伊是名島（琉球語：／  ?）、屋那霸島、具志川島、降神島等四島。其中，伊是名島在《中山傳信錄》等中文典籍中名為“葉壁山”。

### 轄區
| - 伊是名 - 內花 | - 諸見 - 勢理客 | - 仲田 |

## 歷史
- 島上有許多繩文時代前期的遺跡，特別是伊是名貝塚挖了許多坑式住所及土器。同時，具志川島北側的墓穴內也發現有許多套由龜甲笠螺殼製成的手鐲。
- 伊是名島是琉球國第二尚氏王朝第一任國王尚圓（金丸）的出生地。在琉球王國時期，伊是名島及伊平屋島作為琉球王統之發祥地成為了王府直轄地。日治後，1896年（明治29年）沖繩實行郡縣制，被歸屬於同樣多為王府領地及聖域的沖繩本島南部的島尻郡至今。
- 1939年7月1日：伊是名村從伊平屋村中分割獨立設村。

## 交通

### 道路
- 沖繩縣道177號諸見勢理客線
- 沖繩縣道178號仲田伊是名線

### 港口
- 仲田港
- 內花港

## 教育

### 中學校
- 伊是名村立伊是名中學校

### 小學校
- 伊是名村立伊是名小學校 （页面存档备份，存于）

## 外部連結
- OpenStreetMap上有關伊是名村的地理